# Arenifera pillansii
Arenifera pillansii là một loài thực vật có hoa trong họ Phiên hạnh. Loài này được (L.Bolus) Herre mô tả khoa học đầu tiên năm 1948.